# Secretario de Salud y Servicios Humanos de los Estados Unidos
El secretario de Salud y Servicios Humanos de los Estados Unidos (en inglés: United States Secretary of Health and Human Services) es el jefe del Departamento de Salud y Servicios Sociales de los Estados Unidos, encargado los asuntos de sanidad pública. El secretario es miembro del gabinete del presidente.
Las nominaciones al cargo de secretario se remiten al Comité de Salud, Educación, Trabajo y Pensiones y al Comité de Finanzas, que tiene jurisdicción sobre Medicare y Medicaid, antes de que la confirmación sea considerada por el Senado de los Estados Unidos.
En la línea de sucesión presidencial, el secretario de salud y servicios humanos se encuentra en el décimo segundo lugar.
Los deberes del secretario giran en torno a las condiciones y preocupaciones humanas en los Estados Unidos. Esto incluye asesorar al presidente sobre asuntos de salud, bienestar y programas de seguridad de ingresos. El secretario se esfuerza por administrar el Departamento de Salud y Servicios Humanos para llevar a cabo los programas aprobados y hacer que el público esté al tanto de los objetivos del departamento. Bajo la Ley de Protección al Paciente y Cuidado de Salud Asequible, el papel del secretario se ha ampliado enormemente.
El actual titular es Robert F. Kennedy Jr., nominado por Donald Trump y aprobado por el Senado en febrero de 2025 con votación de 52 a 48.

## Historia
En 1980, el Departamento de Salud, Educación y Bienestar pasó a llamarse Departamento de Salud y Servicios Humanos, y sus funciones educativas y la Administración de Servicios de Rehabilitación se transfirieron al nuevo Departamento de Educación. Patricia Roberts Harris dirigió el departamento antes y después de cambiar su nombre.

## Secretarios de Salud y Servicios Humanos
Partidos
     Demócrata
     Republicano
|     |        |                         |                      |                          |                          |            |                   |
| N.º | Imagen | Nombre                  | Estado de residencia | Inicio                   | Final                    | Presidente | Presidente        |
| 13  |        | Patricia Roberts Harris | Distrito de Columbia | 4 de mayo de 1980        | 20 de enero de 1981      |            | Jimmy Carter      |
| 14  |        | Richard S. Schweiker    | Pennsylvania         | 22 de enero de 1981      | 3 de febrero de 1983     |            | Ronald Reagan     |
| 15  |        | Margaret M. Heckler     | Massachusetts        | 9 de marzo de 1983       | 13 de diciembre de 1985  |            | Ronald Reagan     |
| 16  |        | Otis R. Bowen           | Indiana              | 13 de diciembre de 1985  | 20 de enero de 1989      |            | Ronald Reagan     |
| 17  |        | Louis Wade Sullivan     | Georgia              | 1 de marzo de 1989       | 20 de enero de 1993      |            | George H. W. Bush |
| 18  |        | Donna Shalala           | Wisconsin            | 22 de enero de 1993      | 20 de enero de 2001      |            | Bill Clinton      |
| 19  |        | Tommy G. Thompson       | Wisconsin            | 2 de febrero de 2001     | 26 de enero de 2005      |            | George W. Bush    |
| 20  |        | Michael O. Leavitt      | Utah                 | 26 de enero de 2005      | 20 de enero de 2009      |            | George W. Bush    |
| –   |        | Charles E. Johnson      | Utah                 | 20 de enero de 2009      | 28 de abril de 2009      |            | Barack Obama      |
| 21  |        | Kathleen Sebelius       | Kansas               | 28 de abril de 2009      | 9 de junio de 2014       |            | Barack Obama      |
| 22  |        | Sylvia Mathews Burwell  | Distrito de Columbia | 9 de junio de 2014       | 20 de enero de 2017      |            | Barack Obama      |
| –   |        | Norris Cochran          | Florida              | 20 de enero de 2017      | 10 de febrero de 2017    |            | Donald Trump      |
| 23  |        | Tom Price               | Georgia              | 10 de febrero de 2017    | 29 de septiembre de 2017 |            | Donald Trump      |
| –   |        | Don J. Wright           | Virginia             | 29 de septiembre de 2017 | 10 de octubre de 2017    |            | Donald Trump      |
| –   |        | Eric Hargan             | Illinois             | 10 de octubre de 2017    | 29 de enero de 2018      |            | Donald Trump      |
| 24  |        | Alex Azar               | Indiana              | 29 de enero de 2018      | 20 de enero de 2021      |            | Donald Trump      |
| –   |        | Norris Cochran          | Florida              | 20 de enero de 2021      | 19 de marzo de 2021      |            | Joe Biden         |
| 25  |        | Xavier Becerra          | California           | 19 de marzo de 2021      | 20 de enero de 2025      |            | Joe Biden         |
| –   |        | Dorothy Fink            | Pensilvania          | 20 de enero de 2025      | 13 de febrero de 2025    |            | Donald Trump      |
| 26  |        | Robert F. Kennedy Jr.   | California           | 13 de febrero de 2025    | En el cargo              |            | Donald Trump      |